# Hôtel Montmien
L’hôtel Montmien ou « ancien hôtel de Clermont-Tonnerre » est un édifice situé  27 quai de la Tournelle dans le 5e arrondissement de Paris.

## Histoire
Cet immeuble est construit en 1787 par l’architecte Jean-Baptiste Le Boursier pour Nicolas-Marie Germain de Montmien (1729-1789), un conseiller-secrétaire du roi, à la place d’un premier hôtel édifié en 1704 pour Antoinette Potier de Nouvion qui devait épouser en 1715 Gaspard de Clermont-Tonnerre qui donne son nom à l'immeuble.
Le boulevard Saint-Germain a été percé en 1855 à la place du jardin de l’ancien hôtel. 
L’immeuble qui fut le siège de la Direction des contributions directes et du cadastre de la Seine au début du XXe siècle, a été racheté par une compagnie d’assurances et rénové en 1995-1997. Ses façades et toitures ainsi que deux cages d'escalier en retour sur la cour situées dans l'aile ouest en retour sur la cour font l'objet d'une inscription au titre des monuments historiques par arrêté du 15 avril 1992.

## Architecture
La façade est de style néo-classique, la porte cochère avec ses vantaux d’origine est surmontée par un balcon porté par d’imposantes consoles. La façade arrière sur l’ancien jardin comporte un grand fronton triangulaire.